# Gao Feng (calciatore)
Gao Feng (高峰S, Gāo FēngP; Shenyang, 22 aprile 1971) è un ex calciatore cinese, di ruolo attaccante.

## Palmarès

### Club

#### Competizioni nazionali
- Coppa della Cina: 1

Beijing Guoan: 1996